# Asplundia glaucophylla
Asplundia glaucophylla är en enhjärtbladig växtart som beskrevs av Gunnar Wilhelm Harling. Asplundia glaucophylla ingår i släktet Asplundia och familjen Cyclanthaceae. Inga underarter finns listade.